# 愛の風景
『愛の風景』（スウェーデン語: Den goda viljan、英語: The Best Intentions）は、ビレ・アウグスト監督による1992年のドラマ映画である。元々はテレビ作品だったものを劇場用に再編集し、上映したものである。
アウグストはこの作品により、2作連続でパルム・ドールを獲得した。

## あらすじ
裕福な家庭で育ったアンナは、看護師になるために学校に通っている。アンナの老齢の父は病気がちで伏せっている。ある日、家に親族が集まることになり、兄エルンストが友人のヘンリクを招待した。ヘンリクは貧しい母子家庭で育ち、牧師になるために苦学している神学生だった。アンナとヘンリクは、初対面の時から惹かれ合い、その後も交際が続いた。ヘンリクには、フリーダという、ウエイトレスをしている年上のガールフレンドがいたが、ヘンリクのアンナに対する愛が本物だと気づいたフリーダは、アンナに会い、自ら身を引くことを告げる。こうして互いに愛し合う二人だったが、二人の交際に周囲は反対していた。
そんな折、アンナは結核を患ってしまい、治療のためにスイスの療養所に入所する。スイスで療養生活をしながら、アンナはヘンリクに愛を確かめる手紙を書くが、その手紙は、寛大な父の意向を無視した母によって燃やされてしまった。2年の療養生活で回復したアンナを祝い、母はアンナをイタリア旅行に連れてゆくが、旅行の途中で「父急死」の電報を受け取る。旅先で哀しみにくれる母娘二人であったが、母は良心の呵責に耐えきれず、ヘンリクへの手紙をこっそり読んで燃やしてしまった事、そうすることに父は反対していた事、を告白する。ショックを受けたアンナは、父の葬儀の後、ヘンリクに会いに行くが、既に寄宿舎は引き払われていた。途方に暮れるアンナだったが、運よく、寄宿舎に立ち寄ったヘンリクに再会できた。愛がまだ続いていることを確認し合った二人は、その場で婚約する。
ヘンリクは、スウェーデン北部の極寒の田舎町フォルスボーダを教区として指定され、新米牧師として赴任する事になる。アンナは婚約者として同伴するが、僻地のみすぼらしい住居に絶句する。教会は、荒れ果てた温室を改築して建てられた粗末なものだった。結婚式は、この小さな教会で質素にやりたい、というヘンリクに対して、ウプサラの大聖堂で盛大な式を挙げたいというアンナ。育ちの違いから生じる価値観の隔たりに戸惑う二人だったが、互いに歩み寄り、結婚式はウプサラの大聖堂で行われる事になった。フォルスボーダに戻って新婚生活を始める二人に、やがて男の子ダグが生まれる。新任牧師としての務めに励むヘンリクと、牧師の妻としての務めだけでなく、看護師の知識を生かして医療貢献も果たすアンナ。
フォルスボーダの町の有力者は、工場主ノーデッソンズであったが、工場の労働者との間で常に労働争議が絶えなかった。ある日、ヘンリクが労働者たちに教会を集会の場として提供したことから、ヘンリクとノーデッソンズとの対立が深まる事になる。ノーデッソンズは、二人の娘に教会へ行くことを禁じ、労働者の家族たちにも教会の行事に参加しないように圧力をかける。貧困に喘ぐ労働者たちが住む極寒の町は、様々な問題を抱えていた。ある嵐の晩、アンナの元に家出少年ペトロスが転がり込んできた。ヘンリクとアンナはペトロスを一晩保護し、翌朝、養父母を呼んで家に返すつもりであったが、家庭内での児童虐待があることを知り、ペトロスをしばらく預かることを決意する。こうして、ペトロスを含む４人での生活が始まった。
そんな彼らに、教区の司祭から朗報が舞い込む。ヴィクトリア王妃が王立病院を開院する事になり、ヘンリクが病院専属の宮廷牧師に推挙された、との事だった。二人は、早速、ストックホルムの王宮で王妃と面会し、宮廷牧師の官舎として、ベッドルームが４つもある豪邸の設計図まで見せてもらう。大喜びのアンナであったが、ヘンリクは気乗りしない様子。フォルスボーダの住人を見捨てて、そんな豪邸生活をおくる気にはなれなかった。結局、二人は、宮廷牧師への就任を断り、フォルスボーダでの生活を続ける事になる。司祭から、まだ宮廷牧師の席は空いている、と聞かされても、断り続けるヘンリク。
息子のダグが５歳を迎える頃、アンナは２人目の子供を宿していた。ペトロスは、家事を手伝ったりダグの面倒を見たりするほど成長していたが、幼少期に受けた虐待のトラウマにより、表情は常に暗かった。ある晩、アンナはヘンリクに、ペトロスのことがどうしても好きになれない、という本音を打ち明けてしまうのだが、その話をペトロス本人に聞かれてしまう。翌朝、行き場の無くなったペトロスは、ダグを抱き抱えて川へと走り出す。「ママー」と泣き叫ぶダグ。冷たい川にダグを投げ入れようとするペトロスを間一髪で制止するヘンリク。必死にダグを抱き抱えるアンナ。２人は、突然の事件に正気を失っていた。牧師でありながら、ヘンリクは、ペトロスの顔を何度も何度も、鼻血が出るほど殴りつけた。止めに入ることもなく、それをじっと見つめるアンナ。ペトロスは、即日、養父母のもとに返される。「私は、あなたより、ダグと、これから生まれてくる子供の方が大事。ここでは、２人の子供を守る事はできない。」そう言ってアンナは、子供を連れてウプサラの実家へと帰っていった。
ヘンリクは、一人で牧師としての務めを続けることになるが、この辺鄙な田舎町に大事件が起こる。工場主のノーデッソンズが猟銃で自殺したのだ。ここ数年、赤字続きで倒産は避けられない経営状況になっていたらしい。工場は閉鎖され、職を失った労働者たちも町を去らざるを得ない状態になっていた。ヘンリクはアンナの実家を訪ねる。アンナは、母とダグを同伴して公園を散歩している。母とダグが手を繋いで公園の奥へ歩いてゆく中、臨月を迎えたアンナはベンチに腰掛ける。ヘンリクもベンチの脇に寄り添う。「もう戻れないわ」と言うアンナに、「戻らなくていい。宮廷牧師の職を引き受ける事にした」と応えるヘンリク。ようやく、ストックホルムでの４人家族の生活が始まることを予感させる公園のシーンで The End。

## キャスト
- サミュエル・フレイレル - ヘンリク・ベルイマン
- ペルニラ・アウグスト - アンナ・オカーブロム
- マックス・フォン・シドー - ヨハン・オカーブロム
- ギタ・ナービュ - カリン・オカーブロム
- M・マルム

## 受賞とノミネート
| 賞               | 部門           | 候補                 | 結果 |
| ---------------- | -------------- | -------------------- | ---- |
| カンヌ国際映画祭 | パルム・ドール | ビレ・アウグスト     | 受賞 |
| カンヌ国際映画祭 | 女優賞         | ペルニラ・アウグスト | 受賞 |